# أداما دياكيتي
أداما دياكيتي (بالفرنسية: Adama Diakité)‏ هو لاعب كرة قدم مالي وفرنسي في مركز الهجوم، ولد في 7 مارس 1991 في باريس في فرنسا. لعب مع نادي ساندهاوزن ونادي لانس ونادي واسكال.

## وصلات خارجية
- أداما دياكيتي على موقع قاعدة بيانات كرة القدم.إي يو (الإنجليزية)
- أداما دياكيتي على موقع Soccerway.com (الإنجليزية)